# Одноденник пилчастий
Одноденник пилчастий (Ephemerum serratum) — вид мохів порядку потіальних (Pottiales).

## Поширення
Батьківщиною є Європа, Північна Америка, Азія, Нова Зеландія.
Населяє основні місця зростання частіше, ніж інші види родини, луки, пасовища, висихання та висушений ґрунт.

## Характеристика
Рослини менше 2 мм. Листки від лінійно-ланцетних до яйцювато-ланцетних, іноді звужені від чітких плечей, 1–2.4 × 0.17–0.3 мм; краї зазвичай грубо та нерівномірно зазубрені дистально до проксимальної третини, часто з шипами, але змінюються до ледве зазубрених; верхівка поступово звужується до гострого загострення, сосочки відсутні. Спори кулясті або ниркоподібні, 55–106 × 27–75 мкм. Коробочки дозрівають протягом року, переважно восени.